# Оливер, Грег
Грег Хантер Оливер (англ. Greig Hunter Oliver; 12 сентября 1964 — 3 июля 2023) — шотландский регбист, выступавший на позиции скрам-хава, тренер регбийной академии клуба «Манстер».

## Игровая карьера
Уроженец города Хоик. Окончил Хоикскую среднюю школу и Эдинбургский университет Нейпира. Работал редактором спортивных новостей газеты Southern Reporter. Дебютную игру провёл в октябре 1982 года за клуб «Хоик», в его составе выигрывал чемпионат Юга Шотландии на юниорском, молодёжном (до 21 года) и взрослом уровнях. Позже играл за молодёжную сборную Шотландии (до 21 года) и резервные сборные B и A.
За сборную Шотландии Оливер сыграл три официальных тестовых матча на международных турнирах. Первый матч провёл 30 мая 1987 года в Веллингтоне против Зимбабве на первом чемпионате мира по регби: он вышел на поле вместо Гэри Армстронга и занёс одну попытку. Игра завершилась победой шотландцев со счётом 60:21, а Оливер стал 50-м в истории клуба «Хоик» игроком, сыгравшим за сборную Шотландии. В 1988 году он в составе шотландской сборной отправился в неофициальное турне по Зимбабве: в матче против местной сборной, прошедшем в городе Булавайо, Шотландия одержала победу 31:10, а сам он оформил хет-трик по попыткам. Также Оливер выступал в турне по Японии в 1989 году, по Новой Зеландии в 1990 году и по Северной Америке в 1991 году: он сыграл в 15 из 24 матчей, включая пять матчей, не включённых в список международных встреч. В частности, в игре против Японии в Токио он забил пять штрафных и реализацию, хотя шотландцы проиграли 24:28.
Оливер был в заявке сборной Шотландии на игры Кубка пяти наций 1990 года, но не вышел ни разу на поле, хотя шотландцы тогда выиграли Большой шлем. 23 июня 1990 года он вышел на замену вместо Гэри Армстронга на поле в игре против Новой Зеландии, в которой шотландцы потерпели обидное поражение 18:21. Через год, 9 октября 1991 года на стадионе «Маррифилд» он сыграл третий официальный матч против Зимбабве в рамках второго чемпионата мира: шотландцы победили 51:12.

## Стиль игры
На рубеже десятилетий Оливер считался одним из лучших скрам-хавов Шотландии наряду с Роем Лейдлоу и Гэри Армстронгом. Его одноклубник Тони Стэнджер относил Оливера к тем игрокам, кто больше всего выкладывался на поле и стремился реализовать свой потенциал.

## Тренерская карьера
После завершения игровой карьеры Оливер устроился работать в отдел развития при Регбийном союзе Шотландии. С июня 1994 года работал менеджером академии, пробыв на этом посту 13 лет. Был главным тренером сборной Шотландии до 20 лет, а также помощником тренера шотландской сборной до 21 года. Некоторое время он был главным тренером своего клуба «Хоик», который выиграл Премьер-лигу Шотландии в сезонах 2000/2001 и 2001/2002 (в последнем сезоне он также выиграл Кубок Шотландии), а также был помощником тренера клуба «Бордер Рейверс».
В 2007 году Оливер переехал в Ирландию, в город Лимерик. Некоторое время работал техническим директором и затем директором клуба «Гарриоуэн». С 2011 года руководил академией клуба «Манстер», также был тренером дубля «Манстера», сборной Ирландии до 20 лет (2011—2014), разных возрастных команд «Манстера» и клуба «Кашел».

## Семья
Супруга — Фиона, уроженка Лимерика. Сын — Джек, регбист, выступает на позиции скрам-хава, в 2022 году поступил в академию «Манстера», в 2023 году в составе сборной Ирландии до 20 лет отправился на чемпионат мира в ЮАР. Дочь — Кьяра, занимается гэльским футболом и камоги, играет за команду «Ахейн» по камоги и за юниорскую сборную Лимерика по гэльскому футболу (выступала в 2021 году).

## Смерть
В конце июня 2023 года Грег Оливер отправился в ЮАР, где проходил молодёжный чемпионат мира: он собирался поболеть за своего сына Джека. 3 июля Оливер совершал полёт на параплане со своим инструктором: при заходе на посадку недалеко от места приземления столкнулся с другим парапланом и упал в скалистой местности в районе квартала Си-Пойнт города Кейптаун. Спасатели и врачи Национального института спасения на море эвакуировали Оливера с места происшествия и попытались провести реанимационные мероприятия, но оказались бессильны. На следующий день после гибели Оливера ирландцы в матче группового этапа победили сборную Фиджи и вышли в полуфинал турнира. В итоге ирландцы стали серебряными призёрами чемпионата, проиграв в финале Франции.
Прощание с Грегом Оливером состоялось 21 июля 2023 года. Поминальная служба прошла в Милфорде.